# Márokpapi
Márokpapi là một thị trấn thuộc hạt Szabolcs-Szatmár-Bereg, Hungary. Thị trấn này có diện tích 21,18 km², dân số năm 2010 là 443 người, mật độ 21 người/km².